# Marlene de Sousa
Marlene de Sousa è un film italiano del 2004, diretto dal regista Tonino De Bernardi. 
La pellicola è stata presentata alla XXII edizione del Torino Film Festival.

## Trama
Filippo, giovane italiano, è in Brasile a caccia di avventure. Betty, nota attrice brasiliana, ha una sorella gemella, Marlene, sparita misteriosamente quando era bambina; dopo tanti anni decide di andare alla sua ricerca.